# Mansfield, Illinois
Mansfield là một làng thuộc quận Piatt, tiểu bang Illinois, Hoa Kỳ. Năm 2010, dân số của làng này là 906 người.

## Dân số
Dân số qua các năm:
- Năm 2000: 949 người.
- Năm 2010: 906 người.